# Danh sách chùa tại Hà Nội
|  |  |  |  |
|  |  |  |  |
|  |  |  |  |

- Sau đây là danh sách các chùa tại Hà Nội. Danh sách này được xếp theo thứ tự của tên chùa; nếu muốn xếp theo thứ tự tên của quận/huyện hãy bấm chuột vào cột "Quận/Huyện".

## Danh sách chùa tại Hà Nội
| STT | Tên chùa            | Tên khác                                           | Địa chỉ                                            | Quận/Huyện   | Ghi chú |  |
| --- | ------------------- | -------------------------------------------------- | -------------------------------------------------- | ------------ | --- |  |
| 1   | Pháp Vân            |                                                    | 1299 đường Giải Phóng, phường Hoàng Liệt           | Hoàng Mai    | Gần bến xe Nước Ngầm. |  |
| 2   | Hưng Long           | Hưng Long tự                                       | thôn Đông Phù, xã Đông Mỹ                          | Thanh Trì    | khởi dựng năm 1011, năm Thuận Thiên thứ 2 (Tân Hợi) do vua Lý Thái Tổ ban chiếu và cấp tiền xây dựng. Đời vua Lý Thánh Tông (1054-1072) và Hoàng hậu Thượng Dương hạ sinh được nhị vị công chúa là Lý Từ Thục và Lý Từ Huy đã về chùa Hưng Long xuất gia đầu Phật và thu thần thị tịch tại Lăng Liên Hoa vào ngày 15 tháng 3 năm Ất Hợi, niên hiệu Hội Phong thứ 4. |  |
| 3   | Am                  | Phổ Quang tự                                       | 29 phố Cửa Bắc, phường Trúc Bạch                   | Ba Đình      | |  |
| 4   | Anh Linh            | Anh Linh tự                                        | 396 đường Cổ Nhuế, phường Cổ Nhuế 2                | Bắc Từ Liêm  | Do công chúa Trần Khắc Hãn, vâng lệnh vua cha Trần Nhân Tông, lập. |  |
| 5   | Tứ Kỳ               | Linh Tiên tự                                       | đầu phố Hoàng Liệt - Linh Đường, phường Hoàng Liệt | Hoàng Mai    | Nằm trên đường Ngọc Hồi, đoạn đi qua đường sắt rẽ vào Linh Đàm. Gần bến xe Nước Ngầm. |  |
| 6   | Bà Đá               | Linh Quang tự                                      | 3 phố Nhà thờ, phường Hàng Trống                   | Hoàn Kiếm    | Lâm Tế tông, trụ sở của Thành hội Phật giáo Hà Nội |  |
| 7   | Bà Già              |                                                    | 209 An Dương Vương, phường Phú Thượng              | Tây Hồ       | |  |
| 8   | Bà Nành             | Tiên Phúc tự                                       | 154 phố Nguyễn Khuyến, phường Văn Miếu             | Đống Đa      | Gắn liền với truyền thuyết về vua Lê Thánh Tông. |  |
| 9   | Bà Ngô              | Ngọc Hồ tự                                         | 128 phố Nguyễn Khuyến, phường Văn Miếu             | Đống Đa      | Xây dựng từ đời vua Lý Nhân Tông, gắn liền với truyền thuyết vua Lê Thánh Tông gặp tiên. |  |
| 10  | Bà Tấm              | Sùng Phúc tự, Sùng Khánh tự                        | thôn Sóc, xã Dương Xá                              | Gia Lâm      | Thờ Nguyên phi Ỷ Lan nhà Lý |  |
| 11  | Báo Ân              |                                                    | Bờ phía đông hồ Gươm, Bưu điện Hà Nội ngày nay     | Hoàn Kiếm    | Hiện còn tháp Hòa Phong |  |
| 12  | Báo Thiên           | Sùng Khánh Báo Thiên tự                            | 40 phố Nhà Chung, phường Hàng Trống                | Hoàn Kiếm    | Nay chỉ còn di tích là giếng đá cổ |  |
| 13  | Bát Tháp            | Bát Tháp tự Chùa Vạn Bảo                           | 211 phố Đội Cấn, phường Đội Cấn                    | Ba Đình      | Được sáp nhập từ chùa Núi Voi trên đỉnh Voi Phục, núi Vạn Bảo. Lý Huệ Tông đã tu ở chùa này. |  |
| 14  | Bồ Đề               | Thiên Sơn tự                                       | phố Phú Viên, phường Bồ Đề                         | Long Biên    | Xây trên đất dinh Bồ Đề của Lê Lợi khi bao vây thành Đông Quan năm 1427 |  |
| 15  | Bồ Tát              | Bảo Tháp tự, chùa Bồ Đề, Thượng Phúc tự            | thôn Thượng Phúc, xã Tả Thanh Oai                  | Thanh Trì    | Nằm bên sông Nhuệ, xây thời Trần, có Minh Từ Hoàng thái hậu đời Trần Hiến Tông trụ trì. Được xếp hạng di tích kiến trúc nghệ thuật ngày 28 tháng 9 năm 1990 |  |
| 16  | Bộc                 | Thiên Phúc tự                                      | 14 phố Chùa Bộc, phường Quang Trung                | Đống Đa      | |  |
| 17  | Cầu Đông            | Chùa Đông Môn                                      | 38 phố Hàng Đường, phường Hàng Đào                 | Hoàn Kiếm    | |  |
| 18  | Chân Long           | Chân Long tự, Chùa Chàng, Chùa Chàng Sơn           | Xóm Chùa, Thôn 4, xã Chàng Sơn                     | Thạch Thất   | Chùa được xây dựng vào năm Giáp Ngọ, niên hiệu Thịnh Đức 2 (1654) trên khu đất cao, là nơi thờ Phật trông về hướng Tây, trùng tu năm 2004, xếp hạng di tích lịch sử văn hóa cấp quốc gia ngày 7 tháng 12 năm 1991 |  |
| 19  | Chân Tiên           | Phúc Lâm tự                                        | 151 phố Bà Triệu, phường Lê Đại Hành               | Hai Bà Trưng | Do người Pháp di chuyển chùa Báo Thiên ở thôn Tiên Thị, Nhà thờ Lớn về |  |
| 20  | Châu Long           | Châu Long tự                                       | 44 phố Châu Long, phường Trúc Bạch                 | Ba Đình      | Thời Trần, công chúa Khiết Cô tu tại chùa. Trùng tu năm 1808, 1901 và 1932, xếp hạng di tích kiến trúc, nghệ thuật ngày 5 tháng 2 năm 1994 |  |
| 21  | Cổ Loa              | Bảo Sơn tự                                         | xã Cổ Loa                                          | Đông Anh     | Chùa có 5 bia từ thế kỷ 17-19, 2 chuông đồng Gia Long 2 (1803), 1 khánh đồng, bình hương đồng |  |
| 22  | Đào Nguyên          |                                                    | Thôn Đào Nguyên, Xã An Thượng                      | Hoài Đức     | Được xây lại và trùng tu di tích gần nhất vào năm 2008. |  |
| 23  | Đậu                 | Thành Đạo tự                                       | thôn Gia Phúc, xã Nguyễn Trãi, Thường Tín          | Thường Tín   | Tôn tạo vào thời nhà Lý, thế kỷ 11 |  |
| 24  | Hà                  | Thánh Đức tự                                       | 86 phố Chùa Hà, phường Dịch Vọng                   | Cầu Giấy     | Được sửa sang từ năm 1680, thời nhà Lê (Lê Hy Tông). Chuông Khánh Tự đúc năm Cảnh Thịnh thứ 7 đời Tây Sơn, cao 1m30 |  |
| 25  | Hòe Nhai            | Hồng Phúc tự                                       | 19 phố Hàng Than, phường Nguyễn Trung Trực         | Ba Đình      | Tào Động tông |  |
| 26  | Hưng Ký             | Hưng Võ thiền am                                   | 228 phố Minh Khai, phường Minh Khai                | Hai Bà Trưng | Do ông Hưng Ký, người Sài Gòn, xây dựng năm 1931 |  |
| 27  | Hương               |                                                    | xã Hương Sơn                                       | Mỹ Đức       | |  |
| 28  | Hương Tuyết         |                                                    | 205 phố Bạch Mai, phường Bạch Mai                  | Hai Bà Trưng | |  |
| 29  | Keo                 | Trùng Nghiêm tự                                    | làng Keo, xã Kim Sơn                               | Gia Lâm      | Có tượng bà Pháp Vân giống tượng ở Chùa Dâu, nhưng nhỏ hơn |  |
| 30  | Kiến Sơ             |                                                    | xã Phù Đổng                                        | Gia Lâm      | Năm 820, nhà sư Vô Ngôn Thông đã trụ trì tại chùa, lập ra thiền phái Vô Ngôn Thông. Lý Công Uẩn thuở còn nhỏ đã đến tu và học kinh Phật ở chùa |  |
| 31  | Kim Liên            | Đại Bi tự Kim Liên                                 | 1 Từ Hoa, phường Quảng An                          | Tây Hồ       | Được liệt vào một trong 10 kiến trúc cổ đặc sắc nhất Việt Nam. |  |
| 33  | Kim Sơn             | Am Vạn Linh, am Vạn Lịch, chùa Tàu Mã, chùa Kim Mã | 73 phố Kim Mã, phường Kim Mã                       | Ba Đình      | Thời Lý là am Vạn Linh, năm 1831 làng Kim Mã sửa lại am, dựng tượng Phật, gọi là chùa Tàu Mã. |  |
| 34  | Láng                | Chiêu Thiền tự                                     | 112 phố Chùa Láng, phường Láng Thượng              | Đống Đa      | |  |
| 35  | Liên Hoa            | Thiên Bảo tự                                       | 142 phố Khâm Thiên, phường Khâm Thiên              | Đống Đa      | |  |
| 36  | Liên Phái           | Liên Tôn                                           | 180 phố Bạch Mai, phường Cầu Dền                   | Hai Bà Trưng | |  |
| 37  | Lý Quốc Sư          | Đền Lý Quốc Sư                                     | 50 phố Lý Quốc Sư, phường Hàng Trống               | Hoàn Kiếm    | Trước là đền thờ Lý Quốc sư Nguyễn Minh Không, sau năm 1954 đổi thành chùa thờ Phật |  |
| 38  | Một Cột             | Diên Hựu tự, Liên Hoa Đài                          | trong quần thể lăng Hồ Chí Minh                    | Ba Đình      | Theo hình dáng một bông sen |  |
| 39  | Nam Đồng            | Càn An tự                                          | 64 phố Nguyễn Lương Bằng, phường Nam Đồng          | Đống Đa      | |  |
| 40  | Nành                | Pháp Vân tự                                        | xã Ninh Hiệp                                       | Gia Lâm      | Thờ Phật bà Pháp Vân, là một trong bốn đại tự Việt Nam |  |
| 41  | Nền                 | Đản Cơ tự                                          | 1160 đường Láng, phường Láng Thượng                | Đống Đa      | Tương truyền chùa được xây dựng trên nền nhà cũ của cha mẹ Từ Đạo Hạnh - vị thánh thờ ở chùa Láng cùng thôn. |  |
| 42  | Nga My              | Chùa Hoàng Mai                                     | 129 đường Hoàng Mai, phường Hoàng Văn Thụ          | Hoàng Mai    | |  |
| 43  | Ngọc Quán           | Chùa làng Cót                                      | 188 phố Yên Hoà, phường Yên Hoà                    | Cầu Giấy     | Xây trước 1642 |  |
| 44  | Ngũ Xã              | Thần Quang tự                                      | 44 phố Ngũ Xã, phường Trúc Bạch                    | Ba Đình      | Thờ ông tổ nghề đúc đồng Nguyễn Minh Không, có pho tượng A Di Đà cao 3.95m, chu vi 11.6m, nặng 10 tấn, với tòa sen đỡ tượng có 96 cánh, nặng 1.6 tấn, gần hồ Trúc Bạch |  |
| 45  | Nhổn                | Càn Phúc tự                                        | 37 phố Nhổn, phường Phương Canh                    | Nam Từ Liêm  | |  |
| 46  | Pháp Hoa            | Pháp Hoa tự                                        | 31-33 phố Trần Bình Trọng, phường Nguyễn Du        | Hai Bà Trưng | Cụm ba chùa Thiền Quang, Quang Hoa và Pháp Hoa |  |
| 47  | Phúc Khánh          | Phúc Khánh tự, chùa Sở                             | 382 Tây Sơn, phường Ngã Tư Sở                      | Đống Đa      | Chùa nằm bên phải phố Tây Sơn, gần ngã tư Sở. Chùa được dựng vào thời Hậu Lê.Là ngôi chùa nổi tiếng thiêng ở Hà Nội. |  |
| 48  | Quán Sứ             | Quán Sứ tự                                         | 73 phố Quán Sứ, phường Trần Hưng Đạo               | Hoàn Kiếm    | Trụ sở Giáo hội Phật giáo Việt Nam |  |
| 49  | Quang Hoa           | Quang Hoa tự                                       | 31-33 phố Trần Bình Trọng, phường Nguyễn Du        | Hai Bà Trưng | Cụm ba chùa Thiền Quang, Quang Hoa và Pháp Hoa |  |
| 50  | Sét                 | Đại Bi tự                                          | 521 đường Trương Định, phường Tân Mai              | Hoàng Mai    | |  |
| 51  | Sủi                 | Phú Thị tự, Đại Dương tự, Sùng Phúc tự             | xã Phú Thị                                         | Gia Lâm      | Năm 1066, Nguyên phi Ỷ Lan đã về cầu tự tại chùa |  |
| 52  | Tứ Liên             | Chùa Tam Bảo                                       | 167 đường Âu Cơ, phường Tứ Liên                    | Tây Hồ       | Xây đời Lê Thần Tông, năm Đức Long thứ ba (1631) |  |
| 53  | Đông Linh tự        | Chùa Thanh Am                                      | 76 phố Thanh Am, phường Thượng Thanh               | Long Biên    | Chùa có quả chuông đúc năm Cảnh Thịnh nguyên niên (1793). Làng Thanh Am do Nguyễn Bỉnh Khiêm đưa con cháu và dân làng tới định cư ở đây và xây dựng thành, với tên lúc đầu là làng Hoàng Am |  |
| 54  | Thiền Quang         | Thiền Quang tự                                     | 31-33 phố Trần Bình Trọng, phường Nguyễn Du        | Hai Bà Trưng | Cụm ba chùa Thiền Quang, Quang Hoa và Pháp Hoa |  |
| 55  | Tĩnh Lâu            | Sải                                                | 147 phố Trích Sài, phường Bưởi                     | Tây Hồ       | |  |
| 56  | Thắng Nghiêm        | Khúc Thủy tự                                       | thôn Khúc Thủy, xã Cự Khê                          | Thanh Oai    | Chùa là nơi sinh sống và trụ xứ tu hành của nhiều bậc danh tăng, danh tướng thời Lý (1010-1225), thời Trần (1255-1400) như: Khuông Việt Quốc Sư, Vạn Hạnh Quốc Sư, Trùng Liên Bảo Tích Quốc Sư, Đạo Huyền Quốc Sư, Huyền Thông Quốc Sư (tức Linh Thông Hòa thượng Đại Vương), Hưng Đạo Đại Vương...                                                                 |  |
| 57  | Vẽ                  | Tự Khánh                                           | phường Đông Ngạc                                   | Bắc Từ Liêm  | |  |
| 58  | Tự Khoát            | Hương Phúc tự                                      | làng Tự Khoát, xã Ngũ Hiệp                         | Thanh Trì    | Do hai công chúa nhà Lý lập. |  |
| 59  | Trấn Quốc           | Khai Quốc An Quốc                                  | đường Thanh Niên, phường Yên Phụ                   | Tây Hồ       | Chùa cổ nhất Hà Nội (có từ thời Lý Nam Đế, thế kỷ 6), nằm trên một đảo nhỏ ở hồ Tây |  |
| 60  | Xuân La             | Khai Nguyên                                        | 38 đường Xuân La, phường Xuân La                   | Tây Hồ       | |  |
| 61  | Ức Niên             |                                                    | 569 đường Lạc Long Quân, phường Xuân La            | Tây Hồ       | |  |
| 62  | Vạn Niên            |                                                    | Thôn Vệ Hồ, phường Xuân La                         | Tây Hồ       | |  |
| 63  | Thiên Niên          | Thiên Niên Cổ tự                                   | Phường Bưởi                                        | Tây Hồ       | |  |
| 64  | Tảo Sách            | Linh Sơn tự                                        | 386 đường Lạc Long Quân, phường Nhật Tân           | Tây Hồ       | |  |
| 65  | Võng Thị            | Vinh Khánh tự                                      | 75 phố Võng Thị, phường Bưởi                       | Tây Hồ       | Xây dựng thời Lý |  |
| 66  | Vua                 | Đế Thích                                           | 33 phố Thịnh Yên, phường Phố Huế                   | Hai Bà Trưng | |  |
| 67  | Vũ Thạch            | Quang Minh tự                                      | 13B phố Bà Triệu, phường Tràng Tiền                | Hoàn Kiếm    | |  |
| 68  | Tây Phương          | Sùng Phúc tự                                       | thôn Yên, xã Thạch Xá                              | Thạch Thất   | |  |
| 69  | Xã Đàn              | Kim Yên tự                                         | 126 ngõ Xã Đàn 2, phường Nam Đồng                  | Đống Đa      | |  |
| 70  | Vĩnh Trù            |                                                    | 59 phố Hàng Lược, phường Hàng Mã                   | Hoàn Kiếm    | |  |
| 71  | Pháp Bảo Tạng       |                                                    | 44 phố Hàng Cót, phường Hàng Mã                    | Hoàn Kiếm    | |  |
| 72  | Thái Cam            |                                                    | 16A phố Hàng Gà, phường Hàng Bồ                    | Hoàn Kiếm    | |  |
| 73  | Kim Cổ              |                                                    | 73 phố Đường Thành, phường Cửa Đông                | Hoàn Kiếm    | Vốn là Đạo quán tên là Đồng Thiên cổ quán, sau đổi thành chùa |  |
| 74  | Phúc Long           |                                                    | 168 đường Trần Quang Khải, phường Lý Thái Tổ       | Hoàn Kiếm    | |  |
| 75  | Quảng Bá            | Hoằng Ân, Long Ân                                  | Ngõ 12 phố Đặng Thai Mai, phường Quảng An          | Tây Hồ       | |  |
| 76  | Nhật Tảo            | Phúc Khánh                                         | 39 phố Nhật Tảo, phường Đông Ngạc                  | Bắc Từ Liêm  | |  |
| 77  | Phổ Quang           |                                                    | đường Trấn Vũ                                      | Ba Đình      | |  |
| 78  | Bát Mẫu             |                                                    | ngõ 55 Hoàng Hoa Thám                              | Ba Đình      | |  |
| 79  | Am Cây Đề           |                                                    | 2 phố Lê Trực, phường Điện Biên                    | Ba Đình      | |  |
| 80  | Huyền Thiên         |                                                    | 54 phố Hàng Khoai, phường Đồng Xuân                | Hoàn Kiếm    | Vốn là Đạo quán tên là Huyền Thiên cổ quán, sau đổi thành chùa |  |
| 81  | Thiên Phúc          |                                                    | 94 phố Hai Bà Trưng, phường Cửa Nam                | Hoàn Kiếm    | |  |
| 82  | Đức Viên            |                                                    | 4 phố Trần Xuân Soạn, phường Phạm Đình Hổ          | Hai Bà Trưng | |  |
| 83  | Hai Bà Trưng        | Viên Minh                                          | 12 phố Hương Viên, phường Đồng Nhân                | Hai Bà Trưng | Nằm trong quần thể đình - đền - chùa |  |
| 84  | Thanh Nhàn          |                                                    | 331 đường Trần Khát Chân, phường Thanh Nhàn        | Hai Bà Trưng | |  |
| 85  | Hộ Quốc             |                                                    | 130 đường Nguyễn Khoái, phường Thanh Lương         | Hai Bà Trưng | |  |
| 86  | Hương Thể           |                                                    | 121 đường Kim Ngưu, phường Thanh Lương             | Hai Bà Trưng | |  |
| 87  | Quỳnh               | Quỳnh Lôi                                          | ngõ Quỳnh, phường Quỳnh Lôi                        | Hai Bà Trưng | |  |
| 88  | Diệu Nam            |                                                    | 60 đường Đại La, phường Trương Định                | Hai Bà Trưng | |  |
| 89  | Vân Hồ              | Tào Sách tự, Linh Thông tự                         | 312 phố Bà Triệu, phường Lê Đại Hành               | Hai Bà Trưng | |  |
| 90  | Hòa Mã              | Thiên Quang tự                                     | 3 phố Phùng Khắc Khoan, phường Ngô Thì Nhậm        | Hai Bà Trưng | |  |
| 91  | An Quốc             |                                                    | 14 phố Cát Linh, phường Cát Linh                   | Đống Đa      | nằm cạnh Bích Câu đạo quán |  |
| 92  | Vĩnh Khánh          |                                                    | ngõ 267 Hoàng Hoa Thám                             | Ba Đình      | nằm cạnh đền Vĩnh Phúc |  |
| 93  | Liễu Giai           |                                                    | ngõ 343 Đội Cấn                                    | Ba Đình      | trong quần thể đền - chùa Liễu Giai |  |
| 94  | Duệ                 | Duệ Tú                                             | 72 phố Dương Quảng Hàm, phường Quan Hoa            | Cầu Giấy     | |  |
| 95  | Hoa Lăng            |                                                    | 58 đường Nguyễn Khánh Toàn, phường Quan Hoa        | Cầu Giấy     | |  |
| 96  | Thánh Chúa          |                                                    | 144 đường Xuân Thủy, phường Dịch Vọng Hậu          | Cầu Giấy     | Trong khuôn viên trường Đại học Quốc gia |  |
| 97  | Dâu                 |                                                    | 34 đường Hoàng Quốc Việt, phường Nghĩa Đô          | Cầu Giấy     | |  |
| 98  | Tăng Phúc           |                                                    | 168 đường Nguyễn Khánh Toàn, phường Quan Hoa       | Cầu Giấy     | |  |
| 99  | Trung Kính          |                                                    | 217 đường Nguyễn Ngọc Vũ, phường Trung Hòa         | Cầu Giấy     | |  |
|     | Bảo Ân              |                                                    | 123 phố Trung Kính, phường Trung Hòa               | Cầu Giấy     | |  |
|     | Đồng Quang          |                                                    | 119 phố Tây Sơn, phường Quang Trung                | Đống Đa      | |  |
|     | Thanh Nhàn          |                                                    | 318 đường La Thành, phường Ô Chợ Dừa               | Đống Đa      | |  |
|     | Mật Dụng            |                                                    | 444 phố Thụy Khuê, phường Bưởi                     | Tây Hồ       | |  |
|     | Bảo Tháp            |                                                    | 37 phố Dịch Vọng, phường Dịch Vọng                 | Cầu Giấy     | |  |
|     | Thọ Cầu             |                                                    | 3 phố Trương Công Giai, phường Dịch Vọng           | Cầu Giấy     | |  |
|     | Giàn                |                                                    | 165 đường Phạm Văn Đồng, phường Xuân Đỉnh          | Bắc Từ Liêm  | |  |
|     | Minh Phúc           |                                                    | 155 đường Xuân Đỉnh, phường Xuân Đỉnh              | Bắc Từ Liêm  | |  |
|     | Nhu Khang           |                                                    | Xuân Đỉnh                                          | Bắc Từ Liêm  | |  |
|     | Sùng Quang          |                                                    | 84 đường Cổ Nhuế, phường Cổ Nhuế                   | Bắc Từ Liêm  | |  |
|     | Tương Mai           |                                                    | 231 đường Trương Định, phường Tương Mai            | Hoàng Mai    | |  |
|     | Phúc Khánh          |                                                    | 193 phố Vĩnh Hưng, phường Vĩnh Hưng                | Hoàng Mai    | |  |
|     | Phúc Khánh          |                                                    | 139 đường Tam Trinh, phương Mai Động               | Hoàng Mai    | |  |
|     | Âm Sét              |                                                    | đường Tân Mai                                      | Hoàng Mai    | |  |
|     | Đại Bi              |                                                    | 885 đường Tam Trinh, phường Yên Sở                 | Hoàng Mai    | |  |
|     | Bằng                | Linh Tiên, Bằng A                                  | số 3 phố Bằng Liệt, phường Hoàng Liệt              | Hoàng Mai    | |  |
|     | Lủ                  |                                                    | 122 đường Kim Giang, phường Đại Kim                | Hoàng Mai    | |  |
|     | Phùng Khoang        |                                                    | 159 phố Phùng Khoang, phường Trung Văn             | Nam Từ Liêm  | |  |
|     | Giáp Nhất           |                                                    | 223 phố Giáp Nhất, phường Nhân Chính               | Thanh Xuân   | |  |
|     | Liên Hoa            |                                                    | 12 phố Định Công Hạ, phường Định Công              | Hoàng Mai    | |  |
|     | Bích Lưu            |                                                    | 64 phố Hai Bà Trưng, phường Hàng Bông              | Hoàn Kiếm    | |  |
|     | Linh Ứng            |                                                    | 290 phố Khâm Thiên, phường Thổ Quan                | Đống Đa      | |  |
|     | Huy Văn             |                                                    | 147 phố Tôn Đức Thắng, phường Hàng Bột             | Đống Đa      | |  |
|     | Phụng Thánh         |                                                    | 91 phố Khâm Thiên, phường Trung Phụng              | Đống Đa      | |  |
|     | Phổ Giác            |                                                    | 80 phố Ngô Sĩ Liên, phường Văn Miếu                | Đống Đa      | |  |
|     | Trung Tự            |                                                    | 46 Đê La Thành, phường Phương Liên                 | Đống Đa      | |  |
|     | Mỹ Quang            |                                                    | Ngõ Chợ Khâm Thiên, phường Trung Phụng             | Đống Đa      | |  |
|     | Tiên Phúc           |                                                    | 27 phố Văn Miếu, phường Văn Miếu                   | Đống Đa      | |  |
|     | Quang Minh          |                                                    | 8 phố Y Miếu, phường Văn Miếu                      | Đống Đa      | |  |
|     | Tam Huyền           |                                                    | 204 Thượng Đình, phường Thượng Đình                | Thanh Xuân   | |  |
|     | Khương Trung        |                                                    | 245 Khương Trung, phường Khương Trung              | Thanh Xuân   | |  |
|     | Khương Hạ           |                                                    | 29 Khương Hạ, phường Khương Đình                   | Thanh Xuân   | |  |
|     | Bồ Đề               | Cự Chính                                           | 190 Quan Nhân, phường Nhân Chính                   | Thanh Xuân   | |  |
|     | Quan Nhân           |                                                    | 144 Quan Nhân, phường Nhân Chính                   | Thanh Xuân   | |  |
|     | Phương Liệt         |                                                    | 377 Giải Phóng, phường Phương Liệt                 | Thanh Xuân   | |  |
|     | Diên Khánh          |                                                    | Tổ 24, phường Mai Dịch                             | Cầu Giấy     | |  |
|     | Đại Từ              |                                                    | 122 phố Đại Từ, phường Đại Kim                     | Hoàng Mai    | |  |
|     | Giáp Bát            |                                                    | 24 phố Kim Đồng, phường Giáp Bát                   | Hoàng Mai    | |  |
|     | Nam Dư Thượng       |                                                    | 419 đường Lĩnh Nam, phường Lĩnh Nam                | Hoàng Mai    | |  |
|     | Nam Dư Hạ           |                                                    | 1 phố Tây Trà, phường Trần Phú                     | Hoàng Mai    | |  |
|     | Khuyến Lương        |                                                    | Đường vành đai 3, tổ 10, phường Trần Phú           | Hoàng Mai    | |  |
|     | Thúy Lĩnh           |                                                    | 105 phố Thúy Lĩnh, phường Lĩnh Nam                 | Hoàng Mai    | |  |
|     | Triệu Khánh         |                                                    | Phố Thanh Đàm, phường Thanh Trì                    | Hoàng Mai    | |  |
|     | Giáp Nhị            |                                                    | 141 phố Giáp Nhị, phường Thịnh Liệt                | Hoàng Mai    | |  |
|     | Sở Thượng           | Hưng Phúc tự                                       | 1 phố Hưng Phúc, phường Yên Sở                     | Hoàng Mai    | |  |
|     | Hoàng Liên          |                                                    | 46 phố Hoàng Liên, phường Liên Mạc                 | Bắc Từ Liêm  | |  |
|     | Đại Cát             | Sùng Khang                                         | Phố Sùng Khang, phường Liên Mạc                    | Bắc Từ Liêm  | |  |
|     | Văn Trì             |                                                    | 70 phố Văn Trì, phường Minh Khai                   | Bắc Từ Liêm  | |  |
|     | Đình Quán           |                                                    | 86 đường Cầu Diễn, phường Phúc Diễn                | Bắc Từ Liêm  | |  |
|     | Đức Diễn            |                                                    | 1 phố Đức Diễn, phường Phúc Diễn                   | Bắc Từ Liêm  | |  |
|     | Thượng Cát          |                                                    | 14 phố Châu Đài, phường Thượng Cát                 | Bắc Từ Liêm  | |  |
|     | Hưng Khánh          |                                                    | 8 phố Đăm, phường Tây Tựu                          | Bắc Từ Liêm  | |  |
|     | Bồ Đề               |                                                    | 136 Cầu Diễn, phường Minh Khai                     | Bắc Từ Liêm  | |  |
|     | Lưu Bái             |                                                    | 112 đường Phúc Diễn, phường Phúc Diễn              | Bắc Từ Liêm  | |  |
|     | Thanh Lâm           |                                                    | 3 phố Thanh Lâm, phường Minh Khai                  | Bắc Từ Liêm  | |  |
|     | Linh Ứng            |                                                    | 168 đường Phúc Diễn, phường Xuân Phương            | Nam Từ Liêm  | |  |
|     | Giao Quang          |                                                    | Đại lộ Thăng Long, phường Đại Mỗ                   | Nam Từ Liêm  | |  |
|     | Tây Mỗ              |                                                    | 29 đường Tây Mỗ, phường Tây Mỗ                     | Nam Từ Liêm  | |  |
|     | Linh Thông          |                                                    | 82 phố Quang Tiến, phường Đại Mỗ                   | Nam Từ Liêm  | |  |
|     | Ngọc Trục           |                                                    | 24 đường Đại Mỗ, phường Đại Mỗ                     | Nam Từ Liêm  | |  |
|     | Miêu Nha            |                                                    | 122 phố Do Nha, phường Tây Mỗ                      | Nam Từ Liêm  | |  |
|     | Nhân Mỹ             |                                                    | 180 đường Đình Thôn, phường Mỹ Đình 1              | Nam Từ Liêm  | |  |
|     | Mễ Trì Thượng       |                                                    | 165 phố Mễ Trì Thượng, phường Mễ Trì               | Nam Từ Liêm  | |  |
|     | Mễ Trì Hạ           |                                                    | 59 đường Mễ Trì, phường Mễ Trì                     | Nam Từ Liêm  | |  |
|     | Phú Đô              |                                                    | 1 phố Sa Đôi, phường Phú Đô                        | Nam Từ Liêm  | |  |
|     | Hòe Thị             |                                                    | 143 đường Xuân Phương, phường Phương Canh          | Nam Từ Liêm  | |  |
|     | Cầu Đơ              |                                                    | Đường Lê Hồng Phong, Hà Cầu                        | Hà Đông      | |  |
|     | Hà Trì              |                                                    | TDP Hà Trì 1, Hà Cầu                               | Hà Đông      | |  |
|     | Phượng Bãi          |                                                    | Đường Biên Giang, phường Biên Giang                | Hà Đông      | |  |
|     | Y Sơn               |                                                    | Phường Đồng Mai                                    | Hà Đông      | |  |
|     | La Dương            |                                                    | 3 phố La Dương, phường Dương Nội                   | Hà Đông      | |  |
|     | La Nội              |                                                    | 213 phố La Nội, phường Dương Nội                   | Hà Đông      | |  |
|     | Đa Sĩ               |                                                    | 27 phố Đa Sĩ, phường Kiến Hưng                     | Hà Đông      | |  |
|     | Mậu Lương           |                                                    | 1 phố Mậu Lương, phường Kiến Hưng                  | Hà Đông      | |  |
|     | La Khê              |                                                    | Phố Phan Đình Giót, phường La Khê                  | Hà Đông      | |  |
|     | Mỗ Lao              |                                                    | Đường Thanh Bình, phường Mỗ Lao                    | Hà Đông      | |  |
|     | Văn La              |                                                    | 20 phố Văn La, phường Phú La                       | Hà Đông      | |  |
|     | Văn Phú             |                                                    | 31 phố Văn Phú, phường Phú La                      | Hà Đông      | |  |
|     | Thanh Lãm           |                                                    | Phường Phú Lãm                                     | Hà Đông      | |  |
|     | Huyền Kỳ            |                                                    | 192 phố Xốm, phường Phú Lãm                        | Hà Đông      | |  |
|     | Quang Lãm           |                                                    | 119 phố Xốm, phường Phú Lãm                        | Hà Đông      | |  |
|     | Bắc Lãm             |                                                    | Phường Phú Lương                                   | Hà Đông      | |  |
|     | Trinh Lương         |                                                    | 1 đường Nguyễn Trực, phường Phú Lương              | Hà Đông      | |  |
|     | Xa La               |                                                    | Phố Xa La, phường Phúc La                          | Hà Đông      | |  |
|     | Yên Phúc            |                                                    | Phố Yên Phúc, phường Phúc La                       | Hà Đông      | |  |
|     | Vạn Phúc            |                                                    | 69 đường Vạn Phúc, phường Vạn Phúc                 | Hà Đông      | |  |
|     | Văn Quán            |                                                    | 217 đường Trần Phú, phường Văn Quán                | Hà Đông      | |  |
|     | Thổ Khối            |                                                    | Đường đê hữu ngạn sông Hồng, phường Cự Khối        | Long Biên    | |  |
|     | Xuân Đỗ Hạ          |                                                    | Phố Xuân Đỗ, phường Cự Khối                        | Long Biên    | |  |
|     | Lâm Du              |                                                    | 203 phố Phú Viên, phường Bồ Đề                     | Long Biên    | |  |
|     | Ái Mộ               |                                                    | 31 phố Ngọc Lâm, phường Ngọc Lâm                   | Long Biên    | |  |
|     | Ngọc Lâm            |                                                    | 201 đường Nguyễn Văn Cừ, phường Ngọc Lâm           | Long Biên    | |  |
|     | Yên Tân             |                                                    | 175 đường Ngọc Thụy, phường Ngọc Thụy              | Long Biên    | |  |
|     | Bắc Biên            |                                                    | 293 đường Ngọc Thụy, phường Ngọc Thụy              | Long Biên    | |  |
|     | Bắc Cầu             |                                                    | 172 phố Bắc Cầu, phường Ngọc Thụy                  | Long Biên    | |  |
|     | Cầu Bạc             |                                                    | 264 đường Ngọc Thụy, phường Ngọc Thụy              | Long Biên    | |  |
|     | Gia Thụy            |                                                    | 564 đường Nguyễn Văn Cừ, phường Gia Thụy           | Long Biên    | |  |
|     | Mai Phúc            |                                                    | 231 đường Nguyễn Văn Linh, phường Phúc Đồng        | Long Biên    | |  |
|     | Sùng Khánh          | Tư Đình                                            | 26 phố Tư Đình, phường Long Biên                   | Long Biên    | |  |
|     | Thạch Cầu           |                                                    | Phố Thạch Cầu, phường Long Biên                    | Long Biên    | |  |
|     | Nha                 |                                                    | Phường Long Biên                                   | Long Biên    | |  |
|     | Trạm                |                                                    | Phố Trạm, phường Long Biên                         | Long Biên    | |  |
|     | Ngô                 |                                                    | Phố Ngọc Trì, phường Thạch Bàn                     | Long Biên    | |  |
|     | Gia Quất            |                                                    | 90 phố Gia Quất, phường Thượng Thanh               | Long Biên    | |  |
|     | Lệ Mật              |                                                    | 2 phố Lệ Mật, phường Việt Hưng                     | Long Biên    | |  |
|     | Trường Lâm          |                                                    | 76 phố Hoa Lâm, phường Việt Hưng                   | Long Biên    | |  |
|     | Quán Tình           |                                                    | Đường đê hữu ngạn sông Đuống, phường Giang Biên    | Long Biên    | |  |
|     | Tình Quang          |                                                    | Phố Tình Quang, phường Giang Biên                  | Long Biên    | |  |
|     | Hội Xá              |                                                    | Đường đê hữu ngạn sông Đuống, phường Phúc Lợi      | Long Biên    | |  |
|     | Nông Vụ Đông        |                                                    | Tổ 18, phường Phúc Lợi                             | Long Biên    | |  |
|     | Thượng Đồng         |                                                    | Tổ 9, phường Phúc Lợi                              | Long Biên    | |  |
|     | Vo Trung            |                                                    | Tổ 11, phường Phúc Lợi                             | Long Biên    | |  |
|     | Triều Khúc          |                                                    | Thôn Triều Khúc, xã Tân Triều                      | Thanh Trì    | |  |
|     | Thanh An            |                                                    | Thôn Yên Xá, xã Tân Triều                          | Thanh Trì    | |  |
|     | Huỳnh Cung          |                                                    | Thôn Huỳnh Cung, xã Tam Hiệp                       | Thanh Trì    | |  |
|     | Ích Vịnh            |                                                    | Thôn Ích Vịnh, xã Vĩnh Quỳnh                       | Thanh Trì    | |  |
|     | Tự Khoát            |                                                    | Thôn Tự Khoát, xã Ngũ Hiệp                         | Thanh Trì    | |  |
|     | Lưu Phái            |                                                    | Thôn Lưu Phái, xã Ngũ Hiệp                         | Thanh Trì    | |  |
|     | Linh Xá             |                                                    | Thôn Hữu Thanh Oai, xã Hữu Hòa                     | Thanh Trì    | |  |
|     | Ngọc Hồi            |                                                    | Thôn Ngọc Hồi, xã Ngọc Hồi                         | Thanh Trì    | |  |
|     | Đại Áng             |                                                    | Thôn Đại Áng, xã Đại Áng                           | Thanh Trì    | |  |
|     | Yên Phú             |                                                    | Thôn Yên Phú, xã Liên Ninh                         | Thanh Trì    | |  |
|     | Nhị Châu            |                                                    | Thôn Nhị Châu, xã Liên Ninh                        | Thanh Trì    | |  |
|     | Thọ Am              |                                                    | Thôn Thọ Am, xã Liên Ninh                          | Thanh Trì    | |  |
|     | Bát Tràng           |                                                    | Thôn Bát Tràng, xã Bát Tràng                       | Gia Lâm      | |  |
|     | Cổ Giang            |                                                    | Thôn Cổ Giang, xã Lệ Chi                           | Gia Lâm      | |  |
|     | Đại Bi              |                                                    | Thôn Ninh Giàng, xã Ninh Hiệp                      | Gia Lâm      | |  |
|     | Đông Dư Hạ          |                                                    | Thôn Đông Dư Hạ, xã Đông Dư                        | Gia Lâm      | |  |
|     | Đông Dư Thượng      |                                                    | Thôn Đông Dư Thượng, xã Đông Dư                    | Gia Lâm      | |  |
|     | Dương Hà Hà         |                                                    | Thôn Hạ, xã Dương Hà                               | Gia Lâm      | |  |
|     | Dương Quang         |                                                    | Thôn Thượng, xã Dương Hà                           | Gia Lâm      | |  |
|     | Hương Hải           |                                                    | Thôn Chi Đông, xã Lệ Chi                           | Gia Lâm      | |  |
|     | Kim Lan             |                                                    | Thôn 2, xã Kim Lan                                 | Gia Lâm      | |  |
|     | Linh Quang          |                                                    | Thôn Công Đình, xã Đình Xuyên                      | Gia Lâm      | |  |
|     | Linh Quy            |                                                    | Thôn Linh Quy Bắc, xã Kim Sơn                      | Gia Lâm      | |  |
|     | Thuận Tốn           | Linh Ứng tự                                        | Thôn Thuận Tốn, xã Đa Tốn                          | Gia Lâm      | |  |
|     | Phúc Nương          |                                                    | Thôn Yên Thường, xã Yên Thường                     | Gia Lâm      | |  |
|     | Cam                 |                                                    | Thôn Cam, xã Cổ Bi                                 | Gia Lâm      | |  |
|     | Trung Quan          |                                                    | Thôn Trung Quan, xã Văn Đức                        | Gia Lâm      | |  |
|     | Vạn Xuân            |                                                    | Thôn Sen Hồ, xã Lệ Chi                             | Gia Lâm      | |  |
|     | Yên Bình            |                                                    | Thôn Yên Bình, xã Dương Quang                      | Gia Lâm      | |  |
|     | Yên Mỹ              |                                                    | Thôn Yên Mỹ, xã Dương Quang                        | Gia Lâm      | |  |
|     | Thượng Lão          |                                                    | Thôn Xuân Canh, xã Xuân Canh                       | Đông Anh     | |  |
|     | Thái Bình           |                                                    | Thôn Thái Bình, xã Mai Lâm                         | Đông Anh     | |  |
|     | Dục Tú              |                                                    | Thôn Dục Tú, xã Dục Tú                             | Đông Anh     | |  |
|     | Cổ Loa              |                                                    | Thôn Cổ Loa, xã Cổ Loa                             | Đông Anh     | |  |
|     | Mạch Tràng          |                                                    | Thôn Mạch Tràng, xã Cổ Loa                         | Đông Anh     | |  |
|     | Đức Hậu             | Linh Sơn Tự                                        | Thôn Đức Hậu, xã Đức Hòa                           | Sóc Sơn      | |  |
|     | Non Nước            |                                                    | Thôn Vệ Linh, xã Phù Linh                          | Sóc Sơn      | Nằm trong quần thể khu di tích đền Sóc |  |
|     | Thầy                |                                                    | Xã Sài Sơn                                         | Quốc Oai     | |  |
|     | Trung Hậu           |                                                    | Thôn Trung Hậu, xã Tiền Phong                      | Mê Linh      | |  |
|     | Hoa Sơn             |                                                    | Xã Kim Hoa                                         | Mê Linh      | |  |
|     | Đại Từ Ân           |                                                    | Thị trấn Phùng                                     | Đan Phượng   | |  |
|     | Tân Hải             |                                                    | Trung Châu                                         | Đan Phượng   | |  |
|     | Thúy Hội            | Chúc Thánh tự                                      | Thôn Thúy Hội, Xã Tân Hội                          | Đan Phượng   | |  |
|     | Thượng Hội          | Thiện Linh tự                                      | Thôn Thượng Hội, Xã Tân Hội                        | Đan Phượng   | |  |
|     | Vĩnh Kỳ             | Bạch Vân tự                                        | Thôn Vĩnh Kỳ, Xã Tân Hội                           | Đan Phượng   | |  |
|     | Phan Long           | Sùng Phúc tự                                       | Thôn Phan Long, Xã Tân Hội                         | Đan Phượng   | |  |
|     | Chùa Linh Tiên Quán |                                                    | Thôn Cao Xá, xã Đức Thượng                         | Hoài Đức     | |  |
|     | Diên Phúc           |                                                    | Xã Đức Thượng                                      | Hoài Đức     | |  |
|     | Nhạ Phúc            |                                                    | Thôn 4, xã Lại Yên                                 | Hoài Đức     | |  |
|     | Nghiêm Phúc         |                                                    | Thôn Thuần Mỹ, xã Trạch Mỹ Lộc                     | Phúc Thọ     | |  |
|     | Thọ An              |                                                    | Xã Thanh Đa                                        | Phúc Thọ     | |  |
|     | Ngô Sơn             |                                                    | Xã Tích Giang                                      | Phúc Thọ     | |  |
|     | Khai Nguyên         |                                                    | Thôn Khoang Sau, xã Sơn Đông                       | Sơn Tây      | |  |
|     | Mía                 |                                                    | Thôn Đông Sàng, xã Đường Lâm                       | Sơn Tây      | |  |
|     | Tản Viên Sơn        |                                                    | Xã Minh Quang                                      | Ba Vì        | |  |
|     | Trăm Gian           | Quảng Nghiêm tự                                    | Thôn Tiên Lữ, xã Tiên Phương                       | Chương Mỹ    | |  |
|     | Trầm                |                                                    | Xã Phụng Châu                                      | Chương Mỹ    | |  |
|     | Chùa Quang Lãng     | Viên Minh tự                                       | Xã Quang Lãng                                      | Phú Xuyên    | |  |
|     | Thượng Yên          |                                                    | Thôn Thượng Yên, xã Phú Yên                        | Phú Xuyên    | |  |
|     | Dồi                 |                                                    | Thôn Cựu, xã Vân Từ                                | Phú Xuyên    | |  |
|     | Thanh Âm            |                                                    | Xã Trung Tú                                        | Ứng Hòa      | |  |
|     | Diên Hưng           |                                                    | Làng Vĩnh Lộc , xã Phùng Xá                        | Thạch Thất   | |  |
|     | Viên Đình           |                                                    | Thôn Kẹo, xã Đông Lỗ                               | Ứng Hòa      | |  |

1. Xem thêm

- Danh sách đền Hà Nội